# Hengli Group
Hengli Group (kinesisk: 恒力集团) (SSE: 600346) er en kinesisk virksomhed indenfor olieraffinering, petrokemikalier, polyester og tekstiler. De har verdens største tereftalsyre (PTA) fabrik. Hengli har 118.496 ansatte.
Virksomheden blev etableret i Suzhou, Jiangsu som en vævefabrik i 1994 af mand og kone Chen Jianhua og Fan Hongwei.